# Christine Soetewey
Christine Soetewey, född 19 augusti 1957, är en friidrottare från Belgien. Hon deltog vid olympiska sommarspelen 1980 och olympiska sommarspelen 1984.